# Neonoemacheilus mengdingensis
Neonoemacheilus mengdingensis es una especie de peces de la familia Balitoridae en el orden de los Cypriniformes.

## Distribución geográfica
Se encuentran en Asia:  cuenca del río Salween en Yunnan (la China ).

## Hábitat
Es un pez de agua dulce y de clima subtropical.